# Прыжки на батуте на Европейских играх
Соревнования по прыжкам на батуте в программе Европейских игр присутствуют с самых первых Игр 2015 года, проходивших в Баку. В этом виде спорта разыгрываются четыре комплекта наград: индивидуальные и синхронные прыжки у мужчин и  у женщин.

## Дисциплины
|                               |   |   |   |  |  |
| Мужские индивидуальные прыжки | X | X | 2 |  |  |
| Женские индивидуальные прыжки | X | X | 2 |  |  |
| Мужские синхронные прыжки     | X | X | 2 |  |  |
| Женские синхронные прыжки     | X | X | 2 |  |  |
|                               |   |   |   |  |  |
| Итого                         | 4 | 4 | 8 |  |  |

## Медальный зачёт
| Общее количество медалей |                |        |         |        |       |
| Место                    | Страна         | Золото | Серебро | Бронза | Всего |
| 1                        | Россия         | 4      | 0       | 0      | 4     |
| 2                        | Беларусь       | 0      | 2       | 1      | 3     |
| 3                        | Великобритания | 0      | 1       | 0      | 1     |
| 4                        | Франция        | 0      | 1       | 0      | 1     |
| 5                        | Азербайджан    | 0      | 0       | 1      | 1     |
| 6                        | Германия       | 0      | 0       | 1      | 1     |
| 7                        | Португалия     | 0      | 0       | 1      | 1     |

## Медалисты

### Мужские индивидуальные прыжки
| Игры      | Золото                | Серебро                     | Бронза                    |
| --------- | --------------------- | --------------------------- | ------------------------- |
| Баку 2015 | Дмитрий Ушаков Россия | Владислав Гончаров Беларусь | Илья Гришунин Азербайджан |

### Мужские синхронные прыжки
| Игры      | Золото                                   | Серебро                                       | Бронза                                     |
| --------- | ---------------------------------------- | --------------------------------------------- | ------------------------------------------ |
| Баку 2015 | Россия · Дмитрий Ушаков · Михаил Мельник | Беларусь · Владислав Гончаров · Николай Казак | Германия · Мартин Громовский · Кирилл Зонн |

### Женские индивидуальные прыжки
| Игры      | Золото             | Серебро                         | Бронза                 |
| --------- | ------------------ | ------------------------------- | ---------------------- |
| Баку 2015 | Яна Павлова Россия | Катерин Дрисколл Великобритания | Анна Гарчонак Беларусь |

### Женские синхронные прыжки
| Игры      | Золото                                 | Серебро                             | Бронза                                   |
| --------- | -------------------------------------- | ----------------------------------- | ---------------------------------------- |
| Баку 2015 | Россия · Яна Павлова · Анна Корнетская | Франция · Марин Жубер · Жоэль Валле | Португалия · Беатрис Мартинш · Ана Ренте |